# Germans Dalton
Els Germans Dalton va ser una banda que va operar fora de la llei al Far West nord-americà entre 1890 i 1892. No tots els membres eren germans. Es van especialitzar en assalts a bancs i al ferrocarril. Eren parents dels germans Younger, que cavalcaven amb Jesse James, tot i que més tard van seguir funcionant independentment de la Banda James-Younger. Els tres germans Dalton involucrats a la banda foren Grat Dalton (1861 - 1892), Bob Dalton (1869 - 1892) i Emmett Dalton (1871 - 1937). Tot i que el seu germà gran "Bill" Dalton (1866 – 1894) mai es va unir a cap robatori, va servir com el seu espia i informador.
El 5 d'octubre de 1892, la banda dels germans Dalton va assaltar dos bancs a Coffeyville (Kansas), però els veïns els van poder interceptar i es va produir un tiroteig. Grat Dalton, Bob Dalton, així com Dick Broadwell i Bill Power, foren morts. Emmett Dalton va sobreviure a 23 trets i fou declarat culpable per assassinat en segon grau tot i que després va afirmar que no havia disparat un sol tret durant el robatori. Fou condemnat a cadena perpètua, de la que va complir 14 anys abans de rebre el perdó. Es va convertir en agent immobiliari, autor i actor.
A causa del sensacionalisme que va envoltar les gestes dels Dalton, van ser acusats de robatoris a tot el país, però van operar principalment a Califòrnia, Kansas, el Territori d'Oklahoma i el Territori Indi. Es van publicar nombrosos mites sobre la banda.
Bill Doolin, "Bitter Creek" Newcomb i Charlie Pierce foren els únics membres sobrevivents de la banda dels Dalton, ja que cap d'ells no va ser present al tiroteig de Coffeyville. Més tard s'ha especulat que hi havia un "sisè home" vigilant els cavalls en un carreró, i que va poder fugir, i s'ha suposat que aquest home podria ser Bill Doolin, si bé això no es va confirmar mai. Després que Bob i Grat morissin a Coffeyville, Bill Dalton suposadament va formar una altra banda amb Bill Doolin, conegut com el Wild Bunch o la Banda Dalton-Doolin.

## En la cultura popular
- Una versió cinematogràfica majoritàriament de ficció de la vida dels Dalton va ser adaptada del llibre de 1931 d'Emmett, When the Daltons Rode. Estrenada el 1940, va ser protagonitzada per Randolph Scott, Broderick Crawford i Brian Donlevy.
- Els Dalton van aparèixer al Western de Randolph Scott, Badman's Territory (1946).
- Els Dalton també van aparèixer en un altre western de Randolph Scott, Return of the Bad Men (1948), basat lliurement en el lideratge de Doolin d'una banda fora de la llei al territori d'Oklahoma, combinant les restes de la colla original dels Dalton amb nous membres per convertir-se en el Wild Bunch.
- El mateix Randolph Scott interpreta a Bill Doolin a la pel·lícula The Doolins of Oklahoma (1949), en què se'l representa com un proscrit reticent obligat a un paper de lideratge per les circumstàncies després de l'atac a Coffeyville.
- La pel·lícula The Cimarron Kid (1952), sobre la banda dels Dalton, va ser protagonitzada per Audie Murphy com Bill Doolin.
- "The Dalton Gang" és un episodi de mitja hora de 1954 de la sèrie de televisió nord-americana Stories of the Century.
- El nom dels germans Dalton és força conegut gràcies als personatges creats pel dibuixant Morris al còmic Hors-la-loi, de la sèrie Lucky Luke, broda els esdeveniments de Coffeyville, amb la colla formada només pels germans Dalton, que són assassinats al final. La representació còmica de Morris dels proscrits —com a germans quàdruples amb bigoti i vestits de manera idèntica que només es diferencien en la seva alçada— va resultar popular. Una segona banda fictícia dels germans Dalton, físicament indistinguibles dels originals i presentats com els seus cosins, es van convertir en oponents recurrents a la sèrie Lucky Luke, escrita més tard per René Goscinny. Aquests també es van representar en diverses pel·lícules, com ara Lucky Luke: La balada dels Dalton (La Ballade des Dalton) (pel·lícula animada de 1978), Lucky Luke (1991) i  Els Dalton (Les Dalton) (2004).
- Joe Dassin va escriure una cançó anomenada "Les Dalton" (1967), inspirada en els personatges de Lucky Luke.[6]
- La cançó de 1973 "Doolin-Dalton", dels Eagles, és una cançó sobre la banda dels Dalton. L'àlbum d'on prové la cançó, Desperado, té una fotografia a la contraportada que mostra els membres de la banda i els compositors dels Eagles recreant la imatge de la captura i mort de la banda.[7]
- Robert Conrad va interpretar a Bob Dalton a The Last Day (1975), que representa els esdeveniments que van conduir a l'intent de robatori de dos bancs de la banda a Coffeyville. La pel·lícula té una veu en off d'estil documental de Harry Morgan a l'original.
- Randy Quaid va protagonitzar The Last Ride of the Dalton Gang (1979), un retrat de l'intent de robatori de la banda a dos bancs simultàniament a Coffeyville.
- La novel·la Desperadoes (1979) de Ron Hansen és una memòria de ficció que reprenta que ha estat escrita per Emmett Dalton, de 65 anys, el 1937.
- La banda dels Dalton apareix al còmic italià Tex, número 8 i 9.